# Banderas (gruppo musicale)
Le Banderas sono state un duo femminile britannico dell'inizio degli anni novanta, sotto contratto con l'etichetta storica delle Bananarama, la London Records.

## Storia del duo
Il gruppo è nato dalla più famosa band The Communards (il secondo gruppo fondato dal cantante Jimmy Somerville dopo i Bronski Beat), di cui facevano parte la musicista Sally Herbert e la cantante Caroline Buckley, nota per la tipica testa rasata alla Sinead O'Connor.
Il duo è per lo più ricordato per il primo e unico singolo di successo, intitolato This Is Your Life, scritto insieme al compositore Roger Swallow, e per l'album Ripe, entrato nella Top 40 britannica. I due singoli successivi, She Sells e May This Be Your Last Sorrow, non sono invece stati all'altezza dell'exploit iniziale, e il lavoro di debutto della band, pur ricevendo il plauso della critica e nonostante le discrete vendite, non ha avuto séguito.
This Is Your Life, uscita a un paio di anni di distanza dai due omonimi singoli di un'altra band britannica, The Blow Monkeys - This Is Your Life '88 e This Is Your Life (Remix) - contiene campionamenti del brano Crack Attack di Grace Jones, tratto dal suo album del 1989, Bulletproof Heart. L'inizio della canzone del duo femminile ripropone l'inizio della canzone della Jones, compreso un campionamento della sua voce, notevolmente rielaborato e alterato, a malapena udibile, sincronizzato con la traccia ritmica del singolo delle ragazze.
Le due ragazze sono comparse sul noto programma televisivo della BBC One, Top of the Pops, il 21 marzo 1991, in una puntata che aveva come ospiti anche il duo maschile synthpop dei Pet Shop Boys e il gruppo heavy metal dei Megadeth.

## Discografia
Album in studio
- 1991 – Ripe

Singoli
- 1991 – This Is Your Life
- 1991 – She Sells
- 1991 – May This Be Your Last Sorrow